# Schweizweit
Schweizweit ist ein wöchentlich ausgestrahltes Magazin auf 3sat, produziert vom Schweizer Fernsehen. Nina Mavis Brunner moderiert die Sendung seit Januar 2006. Die Sendung wurde i. d. R. am Samstagnachmittag ausgestrahlt (Stand November 2012).
Die Sendung richtet sich an Zuschauer im deutschsprachigen Raum ausserhalb der Schweiz und informiert über Themen aus Politik, Wirtschaft, Gesellschaft, Kultur und Sport in der Schweiz. Schweizweit zeigt Alltägliches, Kurioses, Wissenswertes, Historisches, aber auch Neues aus der Schweiz.
Bis 2009 wurde Schweizweit werktäglich von 17:45 Uhr bis 18:00 Uhr ausgestrahlt. Im Dezember 2009 ging die Sendung in eine Pause. Am 3. April 2010 wurde die Sendung wieder aufgenommen und seitdem Samstag Nachmittag ausgestrahlt. Zudem wurde die Studiokulisse erneuert und das Format durch ein Gespräch mit einem Studiogast ergänzt. Seit April 2010 werden Schweizweit, Stars, Sternstunden, Kulturplatz und Box Office im neuen Kulturstudio des Schweizer Fernsehens produziert.
Seit 2010 sind die Sendungen mehrere Monate lang in der 3sat-Mediathek verfügbar.
Ehemalige Moderatorinnen der Sendung sind Yvonne Seitz-Strittmatter (seit 2002), Silvia Livio-Hauser, Andrea Meier und Andrea Vetsch (März 2005 bis Dezember 2005). Vertretungsweise wurde die Sendung von Nicole Pallecchi moderiert.